# Xebec (studio)
Pour les articles homonymes, voir Xebec.
XEBEC Inc. (株式会社ジーベック, Kabushiki gaisha Jībekku) était un studio de production de séries d'animation japonaises créé le 1er mai 1995 par Yukinao Shimoji, Toru Sato et Nobuyoshi Habara. Filiale de IG Port, Xebec produit sa première série, Sorcerer Hunters, en 1995 qui sera suivie de nombreuses autres comme Martian Successor Nadesico en 1996, Love Hina en 2000, Sōkyū no Fafner en 2004 ou encore Heroic Age.
Le logo de la société est unique en ce sens puisqu'il inclut la transcription en alphabet phonétique international du nom de la société : zíːbek.
Le studio a cessé d'exister en juin 2019.

## Histoire
Toru Sato, Nobuyoshi Habara et Yukinao Shimoji, producteur sur Blue Seed, fondent le studio Xebec le 1er mai 1995. Le nom du studio vient de Xebec, petit navire à trois mâts utilisé entre le XVIe et le XIXe siècle. Chaque mât du navire représentant l'un des fondateurs du studio.
Le 20 novembre 2018, IG Port, l'ancienne société mère du studio, a vendu Xebec à Sunrise après plusieurs années de déficits constants dans sa filiale,.
En mars 2019, Sunrise a annoncé la création d'une nouvelle société, appelée Sunrise Beyond, à l'adresse actuelle de Xebec et à laquelle les activités en cours de Xebec ont été transférées.
Xebec a cessé d'exister en tant qu'entité commerciale le 31 mai 2019. Les équipes de post-production de Xebec, qui ne faisaient pas partie de la vente à Sunrise, ont été divisées et intégrées dans plusieurs sociétés de IG Port, mais Production I.G a hérité des actifs de la société. Les droits d'auteur sur les anciennes productions de Xebec ont été transférés au groupe IG Port dans son ensemble.

### XEBEC M2
Afin d'accroître sa capacité de production, Xebec a créé un nouveau studio le 1er mars 2003 appelé XEBEC M2. La direction du nouveau studio est confiée à Hideyuki Motohashi, ancien membre du studio Z5. Il a également produit trois séries complètes : Petopeto-san, ZOMBIE LOAN et Hitohira. XEBEC M2 a été dissoute en 2009 lorsque Motohashi a quitté la société.

### XEBECzwei
En 2009, certains membres de XEBEC M2 ont été transférés dans un studio situé à Nerima, XEBECzwei, qui gère les animations intermédiaires, les animations clés et les secondes animations clés pour le studio principal de Xebec et les autres studios d'animation. Il a ensuite produit la série Sōkyū no Fafner -EXODUS-, diffusée tout au long de 2015.
Fin 2018, il a été annoncé que le département de coloration de XEBEC serait transféré à Signal.MD après la publication du premier d'IG Port. De plus, XEBECzwei serait transféré à Production I.G en tant que filiale, puis renommé en IGzwei.

## Productions

### Séries télévisées
| Année | Titre                                | Dates de 1re diffusion | Dates de 1re diffusion | Nb. éps. | Notes |
| Année | Titre                                | Début                  | Fin                    | Nb. éps. | Notes |
| ----- | ------------------------------------ | ---------------------- | ---------------------- | -------- | --- |
| 1995  | Sorcerer Hunters                     | 3 octobre 1995         | 26 mars 1996           | 26       | Basée sur la série de light novel écrite par Satoru Akahori et illustrée par Ray Omishi.                                              |
| 1996  | Bakusō Kyōdai Let's & Go!! (ja)      | 8 janvier 1996         | 23 décembre 1996       | 51       | Basée sur le manga de Tetsuhiro Koshita.                                                                                              |
| 1996  | Martian Successor Nadesico           | 1er octobre 1996       | 25 mars 1997           | 26       | Projet original. |
| 1997  | Bakusō Kyōdai Let's & Go!! WGP (ja)  | 6 janvier 1997         | 22 décembre 1997       | 51       | Seconde saison de Bakusō Kyōdai Let's & Go!!.                                                                                         |
| 1998  | Bakusō Kyōdai Let's & Go!! Max (ja)  | 5 janvier 1998         | 21 décembre 1998       | 51       | Troisième saison de Bakusō Kyōdai Let's & Go!!.                                                                                       |
| 1998  | Steam Detectives (ja)                | 7 octobre 1998         | 31 mars 1999           | 26       | Basée sur le manga de Kia Asamiya. |
| 1998  | Chosoku Spinner (ja)                 | 30 novembre 1998       | 10 septembre 1999      | 22       | Basée sur le manga de Takashi Hashiguchi.                                                                                             |
| 1999  | Bakkyū renpatsu!! Super B-Daman (ja) | 4 janvier 1999         | 1er octobre 1999       | 18       | Basée sur le manga de Shun Imaga lui-même basé sur les B-Daman de Takara.                                                             |
| 1999  | Susie-chan to Marvy (ja)             | 5 avril 1999           | 3 février 2000         | 104      | Basée sur le manga d'Anoma Sabe ; chaque épisode dure 15 min.                                                                         |
| 1999  | Zoids                                | 4 septembre 1999       | 23 décembre 2000       | 67       | Basée sur la franchise éponyme de Tomy.                                                                                               |
| 1999  | Dai-Guard (ja)                       | 5 octobre 1999         | 28 mars 2000           | 26       | Projet original réalisé par Seiji Mizushima.                                                                                          |
| 2000  | Pilot Candidate                      | 10 janvier 2000        | 27 mars 2000           | 12       | Basée sur le manga de Yukiru Sugisaki.                                                                                                |
| 2000  | Love Hina                            | 19 avril 2000          | 27 septembre 2000      | 25       | Basée sur le manga de Ken Akamatsu.                                                                                                   |
| 2001  | Zoids shinseiki Ø (ja)               | 6 janvier 2001         | 30 juin 2001           | 26       | Deuxième série basée sur la franchise éponyme de Tomy.                                                                                |
| 2001  | Tales of Eternia                     | 8 janvier 2001         | 26 mars 2001           | 13       | Basée sur le jeu vidéo éponyme de Namco.                                                                                              |
| 2001  | Shaman King                          | 4 juillet 2001         | 25 septembre 2002      | 64       | Basée sur le manga de Hiroyuki Takei.                                                                                                 |
| 2002  | Rockman.EXE                          | 4 mars 2002            | 30 septembre 2006      | 209      | 5 saisons basées sur la série de jeux vidéo Mega Man Battle Network de Capcom.                                                        |
| 2002  | Rikujō bōeitai Mao-chan (ja)         | 3 juillet 2002         | 25 décembre 2002       | 26       | Projet original créé par Ken Akamatsu ; chaque épisode dure 12 min.                                                                   |
| 2003  | Stellvia                             | 2 avril 2003           | 24 septembre 2003      | 26       | Projet original. |
| 2003  | D.N.Angel                            | 3 avril 2003           | 25 septembre 2003      | 26       | Basée sur le manga de Yukiru Sugisaki.                                                                                                |
| 2003  | Bottle Fairy (ja)                    | 3 octobre 2003         | 26 décembre 2003       | 13       | Basée sur un projet participatif avec les lecteurs du magazine Magi-Cu d'Enterbrain ; chaque épisode dure 12 min.                     |
| 2004  | Sōkyū no Fafner                      | 5 juillet 2004         | 27 décembre 2004       | 25       | Projet original. |
| 2005  | D.I.C.E. (en)                        | 1er janvier 2005       | 10 décembre 2005       | 40       | Produit à l'origine pour les États-Unis, la version japonaise est diffusée sous le titre Dinobreaker (ディノブレイカー, Dinobureikā). |
| 2005  | Negima!                              | 5 janvier 2005         | 29 juin 2005           | 26       | Basée sur le manga de Ken Akamatsu.                                                                                                   |
| 2005  | Elemental Gerad                      | 5 avril 2005           | 27 septembre 2005      | 26       | Basée sur le manga de Mayumi Azuma.                                                                                                   |
| 2005  | PetoPeto-san (ja)                    | 8 juillet 2005         | 30 septembre 2005      | 13       | Basée sur la série de light novel écrite par Kō Kimura et illustrée par YUG ; produite par XEBEC M2.                                  |
| 2006  | Ape Escape (ja)                      | 8 avril 2006           | 29 septembre 2007      | 26       | Projet original. |
| 2006  | The Third - aoi hitomi no shōjo      | 13 avril 2006          | 26 octobre 2006        | 24       | Basée sur la série de light novel écrite par Ryō Hoshino et illustrée par Nao Goto.                                                   |
| 2006  | Busō Renkin                          | 4 octobre 2006         | 28 mars 2007           | 26       | Basée sur le manga de Nobuhiro Watsuki.                                                                                               |
| 2006  | Mega Man Star Force                  | 7 octobre 2006         | 27 octobre 2007        | 55       | Basée sur la série de jeux vidéo éponyme de Capcom.                                                                                   |
| 2007  | Hitohira (ja)                        | 28 mars 2007           | 13 juin 2007           | 12       | Basée sur le manga d'Izumi Kirihara ; produite par XEBEC M2.                                                                          |
| 2007  | Heroic Age                           | 1er avril 2007         | 30 septembre 2007      | 26       | Projet original conceptualisé par Tow Ubukata.                                                                                        |
| 2007  | Over Drive                           | 3 avril 2007           | 25 septembre 2007      | 26       | Basée sur le manga de Tsuyoshi Yasuda.                                                                                                |
| 2007  | Zombie-Loan                          | 3 juillet 2007         | 11 septembre 2007      | 11       | Basée sur le manga de Peach-Pit ; produite par XEBEC M2.                                                                              |
| 2007  | Mega Man Star Force Tribe            | 3 novembre 2007        | 29 mars 2008           | 21       | Seconde série basée sur la série de jeux vidéo éponyme de Capcom.                                                                     |
| 2008  | Mnemosyne                            | 3 février 2008         | 6 juillet 2008         | 6        | Projet original produit par Genco pour célébrer le dixième anniversaire de la chaîne AT-X.                                            |
| 2008  | To Love-ru                           | 4 avril 2008           | 26 septembre 2008      | 26       | Basée sur la série de manga écrite par Saki Hasemi et dessinée par Kentarō Yabuki.                                                    |
| 2008  | Kanokon                              | 5 avril 2008           | 21 juin 2008           | 12       | Basée sur la série de light novel écrite par Katsumi Nishino et illustrée par Koin.                                                   |
| 2008  | Kyō no go no ni                      | 5 octobre 2008         | 28 décembre 2008       | 13       | Basée sur le manga de Koharu Sakuraba.                                                                                                |
| 2009  | Pandora Hearts                       | 2 avril 2009           | 24 septembre 2009      | 25       | Basée sur le manga de Jun Mochizuki.                                                                                                  |
| 2010  | Ladies versus Butlers! (en)          | 5 janvier 2010         | 23 mars 2010           | 12       | Basée sur la série de light novel écrite par Tsukasa Kōzuki et illustrée par Munyū.                                                   |
| 2010  | MM! (en)                             | 2 octobre 2010         | 18 décembre 2010       | 12       | Basée sur la série de light novel écrite par Akinari Matsuno et illustrée par le duo QP:flapper.                                      |
| 2010  | Motto To Love-ru                     | 6 octobre 2010         | 22 décembre 2010       | 12       | Suite de To Love-ru. |
| 2011  | Rio: Rainbow Gate! (en)              | 4 janvier 2011         | 29 mars 2011           | 12       | Projet original. |
| 2011  | Softenni (ja)                        | 8 avril 2011           | 24 juin 2011           | 12       | Basée sur le manga de Ryō Azuchi. |
| 2011  | Hen Zemi                             | 8 avril 2011           | 1er juillet 2011       | 13       | Basée sur le manga de TAGRO. |
| 2012  | Rinne no Lagrange (en)               | 8 janvier 2012         | 23 septembre 2012      | 24       | Projet original issu de Production I.G.                                                                                               |
| 2012  | Haiyore! Nyaruko-san                 | 10 avril 2012          | 26 juin 2012           | 12       | Basée sur la série de light novel écrite par Manta Aisora et illustrée par Koin.                                                      |
| 2012  | To Love-ru Darkness                  | 6 octobre 2012         | 29 décembre 2012       | 12       | Basée sur la suite de To Love-ru écrite par Saki Hasemi et dessinée par Kentarō Yabuki.                                               |
| 2013  | Space Battleship Yamato 2199 (en)    | 7 avril 2013           | 29 septembre 2013      | 26       | Remake de la première série télévisée Yamato ; coproduite avec AIC.                                                                   |
| 2013  | Haiyore! Nyaruko-san W               | 8 avril 2013           | 1er juillet 2013       | 12       | Suite de Haiyore! Nyaruko-san. |
| 2014  | Future Card Buddyfight (ja)          | 4 janvier 2014         | 4 avril 2015           | 64       | Basée sur la franchise de jeu de cartes à collectionner de Bushiroad ; coproduite avec OLM.                                           |
| 2014  | Maken-Ki! Two                        | 15 janvier 2014        | 19 mars 2014           | 10       | Seconde saison de la série basée sur le manga de Hiromitsu Takeda.                                                                    |
| 2014  | Broken Blade                         | 6 avril 2014           | 22 juin 2014           | 12       | Basée sur le manga de Yunosuke Yoshinaga ; coproduite avec Production I.G.                                                            |
| 2014  | Monster Retsuden Oreca Battle (ja)   | 7 avril 2014           | 30 mars 2015           | 51       | Basée sur la franchise de jeu de cartes à collectionner de Konami ; coproduite avec OLM.                                              |
| 2014  | Shirogane no Ishi: Argevollen        | 3 juillet 2014         | 18 décembre 2014       | 24       | Projet original. |
| 2014  | Tokyo ESP                            | 12 juillet 2014        | 27 septembre 2014      | 12       | Basée sur le manga de Hajime Segawa.                                                                                                  |
| 2015  | Sōkyū no Fafner -EXODUS-             | 9 janvier 2015         | 26 décembre 2015       | 26       | Suite du film Sōkyū no Fafner: Heaven and Earth ; produite par XEBECzwei.                                                             |
| 2015  | Triage X                             | 9 avril 2015           | 11 juin 2015           | 10       | Basée sur le manga de Shōji Satō (mangaka).                                                                                           |
| 2015  | Future Card Buddyfight 100 (ja)      | 11 avril 2015          | 26 mars 2016           | 50       | Deuxième série de la franchise Future Card Buddyfight ; coproduite avec OLM.                                                          |
| 2015  | To Love-ru Darkness 2nd              | 7 juillet 2015         | 29 octobre 2015        | 14       | Suite de To Love-ru Darkness. |
| 2016  | Future Card Buddyfight DDD (ja)      | 2 avril 2016           | 25 mars 2017           | 51       | Troisième série de la franchise Future Card Buddyfight ; coproduite avec OLM.                                                         |
| 2016  | Keijo!!!!!!!!                        | 6 octobre 2016         | 22 décembre 2016       | 12       | Basée sur le manga de Daichi Sorayomi.                                                                                                |
| 2017  | BanG Dream!                          | 21 janvier 2017        | 22 avril 2017          | 13       | Basé sur la franchise éponyme de Bushiroad ; coproduite avec Issen.                                                                   |
| 2017  | Future Card Buddyfight X (ja)        | 1er avril 2017         | 26 mai 2018            | 60       | Quatrième série de la franchise Future Card Buddyfight ; coproduite avec OLM.                                                         |
| 2017  | Clockwork Planet (en)                | 7 avril 2017           | 23 juin 2017           | 12       | Basée sur la série de light novel écrite par Yū Kamiya et Tsubaki Himana et illustrée par Shino.                                      |
| 2018  | Full Metal Panic! IV                 | 13 avril 2018          | 18 juillet 2018        | 12       | Basée sur la série de light novel écrite par Shōji Gatō et illustrée par Shikidōji.                                                   |
| 2018  | Yûna de la pension Yuragi            | 14 juillet 2018        | 29 septembre 2018      | 12       | Basée sur le manga de Tadahiro Miura                                                                                                  |
| 2018  | Future Card Buddyfight Ace (ja)      | 2 juin 2018            | 27 avril 2019          | 47       | Cinquième série de la franchise Future Card Buddyfight ; coproduite avec OLM.                                                         |
| 2018  | Space Battleship Yamato 2202 (ja)    | 6 octobre 2018         | 30 mars 2019           | 26       | Série se basant sur la franchise Yamato.                                                                                              |

### ONA
- Petit Eva: Evangelion@School (24 épisodes) (mars 2007 - mars 2009)
- Upotte!! (10 épisodes) (avril 2012 - juin 2012)

### Films d'animation
| Année | Titre                                                                       | Date de sortie           | Notes |
| ----- | --------------------------------------------------------------------------- | ------------------------ | --- |
| 1997  | Bakusō Kyōdai Let's & Go!! WGP Bōsō Mini yonku dai tsuiseki! (ja)           | 5 juillet 1997           | Deuxième adaptation cinématographique du manga de Tetsuhiro Koshita.                                              |
| 1998  | Nadesico: Prince of Darkness                                                | 8 août 1998              | Production basée sur le premier roman de la série de Martian Successor Nadesico ; coproduite avec Production I.G. |
| 2005  | Rockman.EXE: Hikari to yami no Program                                      | 12 mars 2005             | Première adaptation cinématographique du la franchise de Capcom.                                                  |
| 2008  | Major: le film                                                              | 13 décembre 2008         | Deuxième adaptation cinématographique du manga de Takuya Mitsuda.                                                 |
| 2010  | Sōkyū no Fafner: Heaven and Earth                                           | 25 décembre 2010         | Production basée sur le premier roman de la série de Sōkyū no Fafner.                                             |
| 2010  | Broken Blade                                                                | 29 mai 2010 26 mars 2011 | Deuxième adaptation cinématographique du manga de Yunosuke Yoshinaga ; coproduite avec Production I.G.            |
| 2011  | Pokémon : Noir – Victini et Reshiram et Pokémon : Blanc – Victini et Zekrom | 16 juillet 2011          | Première adaptation cinématographique du la franchise de Pokémon ; coproduite avec Production I.G et OLM.         |
| 2013  | Eiga Hanakappa hana-sake! Pakkaan♪ Chō no kuni no daibōken (ja)             | 12 avril 2013            | Production basée sur le premier roman de la série de Hanakappa ; coproduite avec OLM.                             |
| 2014  | Space Battleship Yamato 2199: Odyssey of the Celestial Ark (ja)             | 6 décembre 2014          | Production basée sur le télévisée de la série de Yamato.                                                          |

### OAV
- Sorcerer Hunters (3 OAV) (1996-1997)
- Blue Seed Beyond (1 sur les 3 OAV seulement) (1998)
- Gekiganger III (1 OAV) (1998)
- Love Hina Again (3 OAV) (2002)
- Majokko Tsukune-chan (ja) (6 OAV) (2005-2006)
- Sōkyū no Fafner: Right of Left (2005)
- Mnemosyne no Musume-tachi (6 OAV) (2008)
- To Love-ru (6 OAV) (2009-2010)
- Kanokon: Manatsu no daishanikusai (2 OAV) (2009)
- Kyō no go no ni (1 OAV) (2009)
- Hen Zemi (2 OAV) (2010-2011)
- Rinne no Lagrange: Kamogawa Days (en) (1 OAV) (2012)
- To Love-ru Darkness (6 OAV) (2012-2015)
- Pokémon : Les Origines (4 OAV) (2013, avec Production I.G et OLM)
- Maken-ki! (1 OAV) (2013)
- Haiyore! Nyaruko-san F (1 OAV) (2015)
- Triage X (1 OAV) (2015)
- Black Clover (1 OAV) (2017, par XEBECzwei)[36]
- To Love-ru Darkness 2nd (4 OAV) (2016-2017)
- Yûna de la pension Yuragi (3 OAV) (2018)

## Personnalités ayant travaillé chez Xebec
- Nobuyoshi Habara, réalisateur (Ape escape, D.N Angel, Fafner, Negima…)[37], character designer (Dorvack, Dancouga, Machine robot - Chronos no daigyakushu, Ashitae Free Kick…)

- Takao Kato, réalisateur (Busou Renkin, Rockman.EXE, Zoids, Over Drive…)[38]

- Akio Takami, character designer (Busou Renkin, Shaman King, Steam Detective…)[39]